# Nesna
Nesna je samosprávné území (kommune) v kraji Nordland v Norsku. Spadá pod tradiční oblast Helgeland. Administrativním centrem samostatné správní jednotky je obec Nesna. Mezi další obce v Nesně patří Handnesneset, Husby, Saura a Vikholmen.

Mapa samosprávného území Nesna

Nesna se skládá ze tří ostrovů: Tomma, Hugla (svými obyvateli nazývaná "Hugløy") a Handnesøya; a jednoho poloostrova, který nese jméno samosprávného území, Nesna. V Husby na ostrově Tomma se nachází stará usedlost Husby (norsky: Hosbygodset).
Hurtigruten, norská lodní pošta, v češtině někdy zvaná Rychlá cesta, připlouvá do přístavu v Nesně dvakrát denně. Loď směřující na sever připlouvá v 5:30, loď plující k jihu pak v 11:15. Nesna také pro kraj Nordland představuje centrum vzdělanosti. Nachází se zde univerzita Nesna University College a střední škola KVN High School.

## Obecné informace

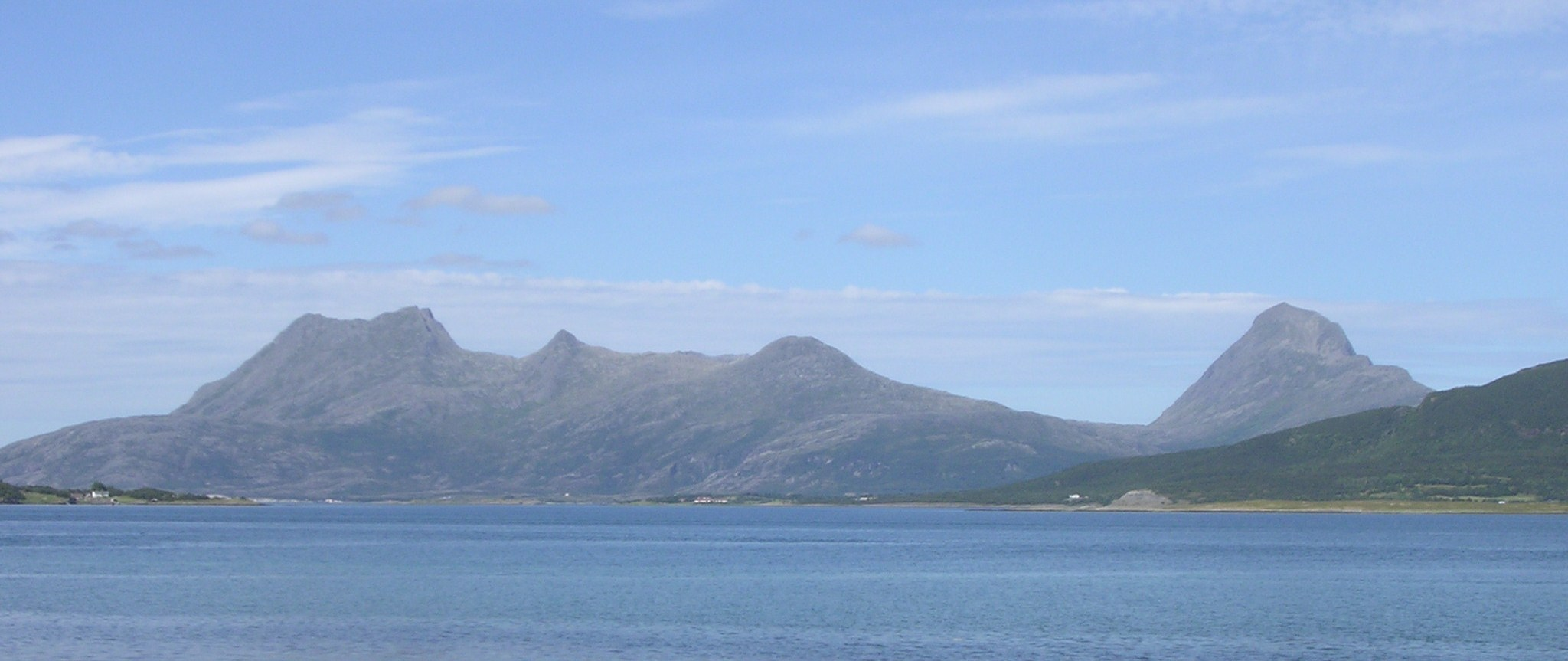
Pohled na ostrov Tomma

Samostatně správní oblast Nesna byla založena 1. ledna 1838. Západní část (počet obyvatel: 1 348) se od Nesny oddělila 1. července 1888, a vznikla tak nová správní jednotka Dønnes. V Nesně tak zůstalo 2 958 obyvatel. 1. ledna 1919 byla farma Bardalssjøen (počet obyvatel: 4) převedena od správní jednotky Hemnes k Nesně. V roce 1945 se malá část jižní Nesny (počet obyvatel: 26) stala součástí k správní jednotky Leirfjord.
1. ledna 1962 byla část ostrova Løkta (počet obyvatel: 80) převedena od Nesny ke správní jednotce Dønna. 1. ledna pak byla oblast farmy Bardalssjøen, která leží na jih od Ranafjordu, převedena k Leirfjordu. Toho samého data se část Nesny okolo vnitřní části Sjonafjordu stala součástí samosprávní jednotky Rana.

### Název
Název samostatně správní jednotky (původně farnosti) vychází z označení pro místní farmu Nesna (ve staré severštině: Nesnar), pocházející z doby, kdy byl v Nesně postaven první kostel. Jméno je odvozeno ze slova nes, které znamená mys. Historicky se jméno psalo Nesne.

### Znak
Znak pochází z moderní doby, Nesně byl udělen 23. června 1989. Znak vychází ze jména samostatně správní jednotky, protože zobrazuje žlutý mys nebo poloostrov obklopený modrou vodou (nes znamená v norštině mys).

### Kostely

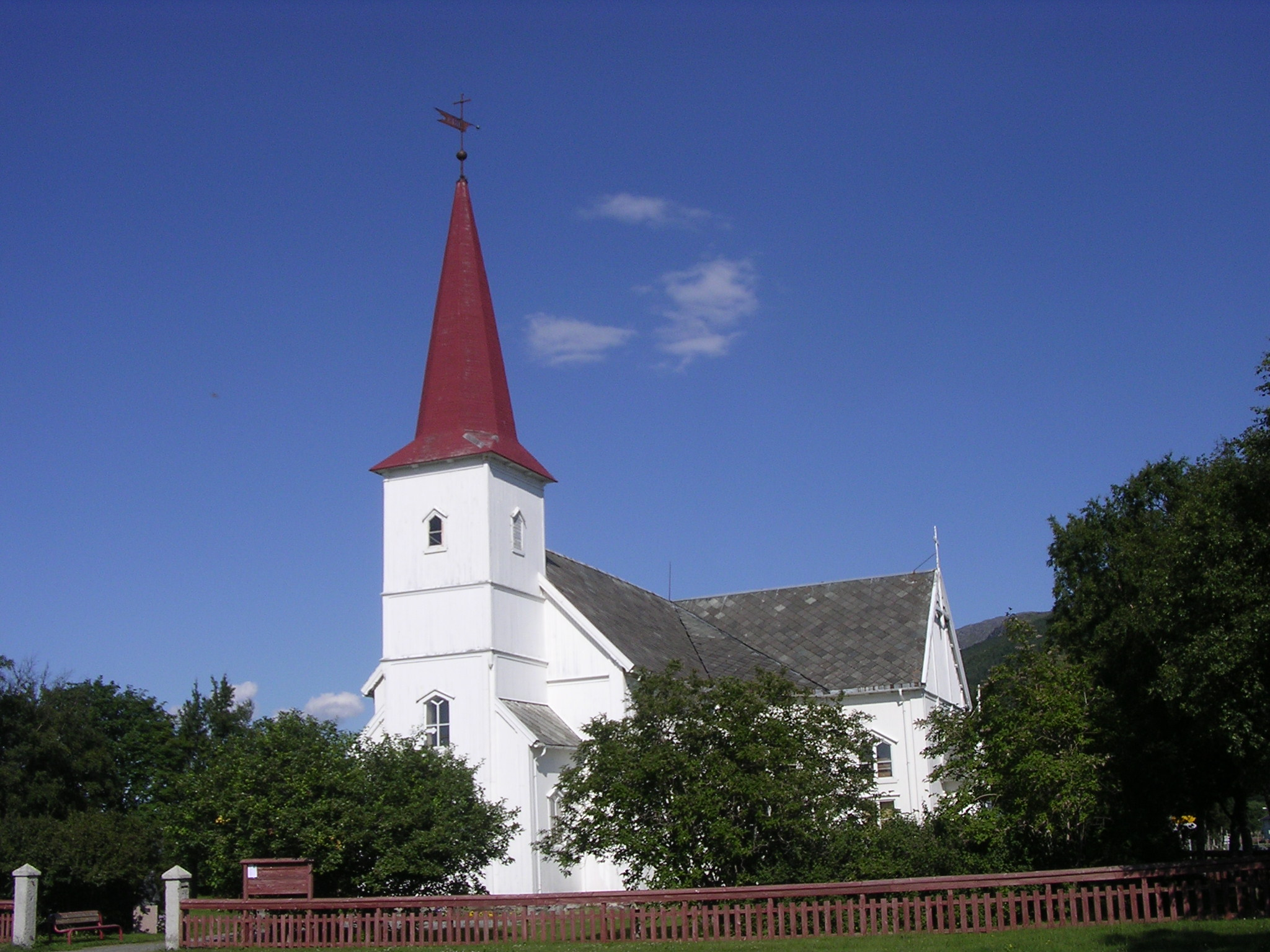
Kostel v Nesně

V Nesně se nachází jedna farnost (sokn) spadající pod norskou církev. Je součástí děkanátu Nord-Helgeland v diecézi Sør-Hålogaland.
| Farnost (Sokn) | Název kostela              | Umístění kostela | Rok výstavby |
| -------------- | -------------------------- | ---------------- | ------------ |
| Nesna          | Kostel v obci Nesna        | Nesna            | 1880         |
| Nesna          | Kaple na ostrově Hadnesøya | Saura            | 1969         |
| Nesna          | Kaple v obci Husby         | Husby            | 1905         |

## Správa
Všechny samostatně správní jednotky v Norsku, včetně Nesny, zodpovídají za základní vzdělání (do 10. třídy), ambulantní zdravotní péči, péči o seniory, služby spojené s nezaměstnaností a ostatní sociální služby, územní plánování, hospodářský růst a správa silnic na území samostatně správní jednotky. V čele stojí městské zastupitelstvo volených zástupců, kteří zodpovídají za volbu starosty.

### Městské zastupitelstvo
Městské zastupitelstvo (KommunestyrKommunestyree tvořeno 17 zástupci, kteří jsou voleni každé čtyři roky. Současné stranové zastoupení je následovné:
Nesna Kommunestyre 2015–2019
| Název strany                   | Název strany v norštině   | Počet zástupců |
| ------------------------------ | ------------------------- | -------------- |
| Norská strana práce            | Arbeiderpartiet           | 7              |
| Pravicová konzervativní strana | Høyre                     | 3              |
| Strana zelených                | Miljøpartiet De Grønne    | 1              |
| Strana středu                  | Senterpartiet             | 3              |
| Socialistická strana levice    | Sosialistisk Venstreparti | 3              |
| Celkový počet členů            | Celkový počet členů       | 17             |

## Významné osobnosti
- Ida Maria, zpěvačka/skladatelka, která se v Nesně narodila a také tu žije